# Na Dole (Wola Wieruszycka)
Na Dole – część wsi Wola Wieruszycka w Polsce położona w województwie małopolskim, w powiecie bocheńskim, w gminie Łapanów.
W latach 1975–1998 Na Dole należało administracyjnie do województwa tarnowskiego.